# Los decanos
Los Decanos fue un programa de radio que emitió la Cadena española COPE. Su director y presentador era Esteban Pérez Almeida. Sus emisiones eran todos los días de la semana, excepto el viernes, de 15:30 a 16:00. Inició su emisión en 1992, continuando de forma ininterrumpida hasta 2011. El programa contó con una versión televisiva en el año 2010, la cual se emitía a través de 13 TV.

## Contenido
Espacio radiofónico de información y servicio sociosanitario, que pretende denunciar todo tipo de situaciones que puedan conculcar los derechos de los ciudadanos mayores, enfermos y/o desfavorecidos , abarcando, también, cualquier tema de actualidad en materia social, sanitaria y solidaridad.

## Estructura y formato
Suelen llevar a un especialista, generalmente médico, aunque también especialistas en temas de actualidad, naturaleza, consumo, al cual los oyentes llaman para hacer preguntas sobre el tema de ese especialista. Es un espacio abierto a la participación del radioyente, que través del anonimato que le ofrece la radio aprovecha para plantear dudas sobre temas sociales y sanitarios. 
Los sábados y los domingos la mayor parte del espacio lo ocupa una tertulia-debate sobre temas que crean pueden causar preocupación social y/o sanitario.
A reseñar que a la hora que se emite el programa, el resto de las radios comerciales hacen desconexiones locales.

## Equipo
- Esteban Pérez Almeida. Director y presentador (médico geriatra)
- Ana Luisa Pombo. Subdirectora
- Carlos de Prada .Naturalista, temas medioambientales 2002-2005[9]

## Premios
- Premio farmaindustria a medio de comunicación 2006[10]